# 东北军医大学
东北军医大学是1946年东北民主联军开办的一所军事医学高等学校。

## 历史
1924年，中东铁路护路军军医养成所在哈尔滨创建。1932年改名为北满铁路护路军军医养成所。1935年4月苏联把中东铁路卖给满铁，北满铁路护路军军医养成所改称满洲国陆军军医学校，拥有独立的附属医院作为临床，并且该教育机构只负责培养满洲国军的军医军官，而卫生兵方面的培养则由位于锦州的军事部直属医院负责。
1945年日本投降后，共产党接管哈尔滨，哈尔滨陆军军医学校改为东北军医大学。李兆麟非常重视对学校中百余中国学员的争取教育。该校以共产党员孙平化（后任中日友协会长）为首的教师提出了“跟着共产党，走革命的路”的口号，领导全校学生驱逐了校内的日本人，开展了护校运动。李兆麟和该校左派学生董连铭一起到苏军驻哈警备司令部交涉。苏军同意将学校移交共产党。李兆麟又到军医学校视察，李兆麟决定废止原学校的名称，正式命名该校为东北军医大学，李兆麟任命抗联的陈述任校长。1946年2月底李兆麟第二次视察该校。
1946年东北大学医学院并入东北军医大学。
1946年4月在二道江野战医院基础上组建东北民主联军通化医学院，洪引任院长，政委李宽和，薛公绰任教育长。1946年4月底奉命迁延吉。但5月上旬通化医学院师生300余人乘火车到长春，接收了伪满的新京医科大学200余人。5月又全部乘火车北上到哈尔滨马家沟。不久，根据东总卫生部的指示，把“国立医大”和通化医学院合并入东北军医大学，陈述任校长，政治委员李宽和继任，李亭植任副校长，薛公绰任教育长。1946年5月从哈尔滨迁往兴山。把鹤岗矿务局的办公大楼暂作为医大的教学大楼。
7月中旬，由延安迁来的医科大学和白求恩学校三百余师生，在王斌校长和阙耀华主任的带领下也到达兴山。1946年8月15日东北军医大学并入中国医科大学。